# New York Mets
Los New York Mets (en español, Mets de Nueva York) son un equipo profesional de béisbol de los Estados Unidos con sede en la ciudad de Nueva York. Compiten en la División Este de la Liga Nacional (NL) de Grandes Ligas de Béisbol (MLB) y disputan sus partidos como locales en el Citi Field, ubicado en el borough de Queens.

## Historia

### 1962-1968: Fundación y primeros años
En 1957 los Dodgers de Brooklyn y los Gigantes de Nueva York dejaron Nueva York para establecerse en California, dejando a la ciudad más grande de los Estados Unidos sin equipo en la Liga Nacional. Dos años más tarde, el 27 de julio de 1959 el abogado William Shea anunció la formación de una tercera Liga de Grandes Ligas de béisbol, la Liga Continental. Luego de un año de discusiones, en 1960, Shea y otros organizadores de la Liga Continental alcanzaron un acuerdo con la ligas establecidas. Se acordó abandonar la creación de la tercera liga y en su lugar expandir las ligas existentes con dos equipos cada una. La ciudad de New York acogió a uno de estos dos nuevos equipos, cuyos dueños principales eran Joan Whitney Payson y Charles Shipman Payson. El otro equipo de expansión fueron los Colts 45 que posteriormente cambiaron su nombre a los Houston Astros.
El nuevo equipo necesitaba un nuevo nombre y se propusieron varios. Entre los finalistas estaban "Bees," "Burros," "Continentals," "Skyscrapers," y "Jets." Los dueños finalmente escogieron los "Metropolitans", un nombre de significado histórico, ya utilizado por un equipo de Nueva York del siglo XIX. Este nombre se abrevia en "Mets" y recibió una amplia aprobación por parte de los fanáticos y la prensa.
Su uniforme es una mezcla de los colores utilizados por dos antiguos equipos neoyorquinos de la Liga Nacional del siglo XIX: Naranja por los New York Giants y Azul por los Brooklyn Dodgers, además del color Blanco, simbolizando, asimismo, la bandera del estado de New York que es azul, blanco y naranja.
Su primera temporada la jugaron en un parque ampliamente conocido por los nostálgicos aficionados de los New York Giants que habían quedado huérfanos al estos mudarse y abandonar su antigua casa: los Polo Grounds.
Cuando los Mets comenzaron en el 1962 su temporada inaugural, su uniforme fue una mezcla de dos equipos neoyorkinos de antaño, ambos de la Liga Nacional, que se habían mudado a la costa Californiana, como eran los New York Giants (los tonos naranja) y los Brooklyn Dodgers (los tonos azules), logrando así reconciliar a dos aficiones que eran hasta cierto punto antagónicas, agregando a aquellos aficionados a quienes no les gustaban sus vecinos del Bronx, los New York Yankees, pero las cosas, deportivamente hablando, se mostraron adversas y extremadamente difíciles.
Los vecinos de los Mets, Los New York Yankees eran competitivos y relativamente buenos. Pero este no era el caso de los Metropolitans. los Jugadores del Primer Año eran jugadores novatos y algunos otros rechazados por los demás equipos. Se hizo entonces una colecta para entregar jugadores competitivos a los Mets, pero el resultado no fue el mejor. Los Mets tuvieron unos de los peores récords en la historia de la MLB con 120 partidos jugados y solo 40 ganados (para un porcentaje de.250) de una temporada de 162 juegos, dado que dos fueron cancelados, a pesar de ser dirigidos por Casey Stangell el mítico y legendario mánager que había hecho campeones durante la década de los 50s a los New York Yankees: Ocho campeonatos de la Liga Americana y cinco Series Mundiales ganadas. Pero con el material humano que tenía tendría que hacer milagros.
A pesar de que eran adorados por su público, la racha perdedora fue una de las más grandes de la historia del béisbol y la más grande del siglo XX. De 1962 a 1968 fueron conocidos como "Los Adorables Perdedores" (The Lovable Loosers). Hasta antes de la temporada 1969, los Mets nunca terminaron segundos, dado que era un equipo habituado a terminar en los últimos lugares de la Liga.
El gerente de los Mets del 1963 al 1967, se preocupó por conjuntar un buen equipo, mas no lo logró, ya que contrató estrellas del pasado que jugaban en los equipos como Los Angeles Dodgers, pero cuyos años gloriosos ya habían pasado. En esta época se contrataron jugadores como: Frank Thomas, Roger Craig, Al Jackson y otros.
En 1964, se construyó el Shea Stadium (bautizado en honor a su propietario) y se convirtió en la nueva casa de los Mets. El equipo fue mejorando poco a poco a paso lento. En 1967, se vio un gran progreso, terminando en el 9.º lugar. En ese año los Mets mejoraron con la compra del lanzador Tom Seaver (quien se convirtió en el Novato Del Año de 1967) y de otros jugadores como Jerry Grote, Wes Westrum, y Tommie Agee.

### 1969-1973: El milagro de los Mets
Desde que surgieron en 1962 hasta antes de la milagrosa campaña de 1969, los Mets de Nueva York exhibían un paupérrimo balance de 394 triunfos y 737 fracasos en siete temporadas.
Salvo en 1966 y 1968, cuando terminaron penúltimos en la Liga Nacional, siempre finalizaron en el frío sótano, a pesar de haber tenido como mánager durante sus primeros años a un genio como Casey Stengel, que en la década de los 50s hizo invencibles a los New York Yankees.
En cinco de sus primeros siete años de existencia, los Mets sumaron más de 100 derrotas. Al comenzar la campaña de 1969, nadie contaba con los Mets, que para entonces eran dirigidos por Gil Hodges.
Ese año se transformó el sistema de competencia y surgieron las divisiones Este y Oeste en cada una de las ligas. La novena de Nueva York estaba formada por una mezcla de inexpertos jugadores y otros que ya habían visto pasar sus mejores momentos.
Sin embargo, Gil Hodges hizo milagros y los Mets ganaron el circuito oriental de la Nacional con 100 triunfos y 62 derrotas, con ocho juegos de ventaja sobre los Chicago Cubs, ocupantes de la segunda posición.
Gil Hodges contó con el sobresaliente pitcheo de Tom Seaver, ganador de 25 juegos, y de Jerry Koosman (17 triunfos), mientras que Tug McGraw salvó 12 partidos. Ofensivamente, solo Cleon Jones (.340) y Art Shamsky (.300) tuvieron averages notables, al tiempo que Tommy Agee, con 26 jonrones y 79 remolques, era el principal artillero de fuerza. No había más.
En el playoff lograron otra sorpresa al limpiar en tres fechas a los Braves, que se habían mudado a Atlanta, y que tenían una tanda impresionante, encabezada por Hank Aaron y el boricua Orlando Peruchín Cepeda, así como los dominicanos Rico Carty y Felipe Alou.
En la Serie Mundial enfrentarían a los Baltimore Orioles, super favoritos por tener en sus filas a Brooks y Frank Robinson, Paul Blair, Boog Powell y lanzadores como el cubano Mike Cuéllar y Jim Palmer.
Baltimore, bajo el mando de Earl Weaver, terminó la temporada con 109-53 y también barrió en el playoff contra los Mellizos de Minnesota. En el clásico, sin embargo, los Orioles solo pudieron ganar un juego, el primero, con pitcheo completo de Cuéllar, que permitió solo seis hits y una carrera, mientras sus compañeros anotaban cuatro ante Seaver, quien recibió jonrón de Don Buford al segundo lanzamiento del partido.
Los Orioles se impusieron 4-1 ante el enardecido público que colmaba el Memorial Stadium de Baltimore.
En el segundo juego, Koosman lanzó sin hits hasta el sexto inning, cuando permitió la única de los Orioles por imparables de Blair y Brooks Robinson que empataron el choque 1-1.
Los Mets habían marcado una en el cuarto por jonrón de Donn Clendenon y decidieron en la parte alta del noveno cuando con dos outs Ed Charles, Jerry Grote y Al Weis pegaron sencillos consecutivos ante Dave McNally. Ron Taylor sacó los dos últimos outs de la parte baja del noveno y se anotó el salvamento.
En el Shea Stadium neoyorquino, Gary Gentry (6.2) y el entonces inexperto Nolan Ryan (2.1) se las arreglaron para blanquear 5-0 a los sorprendidos Orioles. Gentry ganó y para Ryan fue el salvamento, mientras que Agee y Ed Kranepool jonroneaban por Nueva York. El propio Agee realizó dos atrapadas de espanto en el jardín central para preservar el triunfo de su equipo.
Seaver se reivindicó y en el cuarto partido lanzó diez entradas completas para ganar 2-1. Clendenon había dado ventaja a los Mets con cuadrangular en el segundo inning ante Cuéllar, pero Baltimore se las arregló para empatar en el principio del noveno, cuando un sensacional fildeo de Ron Snowboda evitó un extrabases de Brooks Robinson, pero no pudo impedir la anotación de Frank Robinson desde tercera.
La carrera del triunfo, en la parte baja del décimo, anotó cuando el relevista Dick Hall cometió error en tiro a primera y golpeó al bateador-corredor J.C. Martin, permitiendo anotar a Rod Gaspar, quien se encontraba en segunda.
El milagro se concretó en el quinto juego, último en el Shea Stadium. La afición aún no creía lo que veía, pero los Mets ganaron 5-3, tras recuperarse de una desventaja de 3-0.
En la parte alta del tercero, los Orioles tomaron el mando por jonrones del pitcher McNally (con un hombre en base) y de Frank Robinson ante Jerry Koosman, pero el sexto Clendenon la sacó, luego de que Jones fue golpeado por un lanzamiento.
El árbitro había decretado bola ese envío, pero el mánager Gil Hodges le enseñó una mancha de betún en la pelota, signo inequívoco de que el bateador había sido golpeado.
En el séptimo Weis bateó otro cuadrangular para igualar la pizarra y en el octavo Jones y Snowboda pegaron dobletes consecutivos para dar las carreras del triunfo. El milagro se había concretado.
Los Mets y no los Yankees, eran en octubre de 1973 el equipo más querido en Nueva York, porque después de perder la Serie Mundial de 1964, los bombarderos del Bronx estaban en el ostracismo. En cambio, los Mets habían sido los asombrosos campeones mundiales de 1969. Por coincidencia, el mánager de los Yankees del '64 había sido Yogi Berra, quién ahora en 1973, estaba al frente de los Mets.
No obstante tener en el róster a una inmensa figura como Willie Mays en sus etapas finales de su carrera, les resultó un drama el obtener el título de la división. Solamente ganaron 82 juegos con 79 derrotas. Pero superaron a los St. Louis Cardinals que terminaron 81-81 por juego y medio. Y desde luego en el play-off por el campeonato, las cosas fueron aún más difíciles frente a unos Cincinnati Reds aparentemente superiores, dado que eran los campeones defensores de 1972. A final de cuentas con pitcheo de Tom Seaver, los Mets se alzaron con el título de la Liga Nacional en 1973.
Se enfrentarían al campeón de la Liga Americana, Oakland Athletics, dirigidos por Dick Williams y que tenían la aureola de super equipo, ya con tres títulos del Oeste consecutivos, dos campeonatos de la Liga Americana y un triunfo en la Serie Mundial del año anterior, sobre los Cincinnati Reds. Además del temible bateo encabezado por Reggie Jackson, tenían a tres pitchers ganadores de veinte o más juegos: Jim "Catfish" Hunter, "El Bagre" con 21-5 y 3.34, Ken Holtzman con 21-13 y 2.97, y Vida Blue con 20-9 y 3.27 en carreras limpias. Un cuerpo de relevistas encabezado por Rollie Fingers, Blue Moon Odom, Horacio Piña.

### 1980-1984: Doubleday, Strawberry y Gooden
El equipo de los Mets se convirtió en uno de los más fuertes de las grandes ligas desde mediados de la década de 1980, con jugadores como el lanzador de bola rápida Dwight Gooden, el jardinero derecho Darryl Strawberry, el receptor Gary Carter, y el primera base Keith Hernández.

### 1985-1988: La eraParty Hard, Play Harder
En el 1986 tuvieron una temporada regular increíble con 108(G) y 54(P) además de eso ganaron la Serie Mundial en 1986, contra los Medias Rojas de Boston en siete juegos en una de las Series Mundiales más recordadas en la historia ya que los Mets ganaron casi cuando perdían en el juego seis y avanzaron a ganar la serie. El drama y tragedia de esta Serie Mundial junto con las creencias, hicieron de esta Serie Mundial un turno inolvidable. Los Mets habían ganado el play-off por el campeonato de la Liga Nacional a los Astros de Houston en seis juegos y el sexto fue una batalla de 16 innings que duró 4.42 horas bajo la cúpula del Astrodome. Se enfrentarían al campeón de la Liga Americana, los Medias Rojas de Boston, que habían llegado solo a otras tres Series Mundiales después de vender a Babe Ruth a los Yankees de Nueva York. Y las tres veces en 1946, 1967 y 1975, cayeron derrotados, siempre en siete juegos.

### 1998-2005: La era de Mike Piazza
El año 2000 fue la temporada más progresiva después de la gran temporada del 1986 para los Mets. Por segundo año consecutivo ganan el Wild Card, eventualmente llegaron a la Serie Mundial contra su vecino a menos de dos millas del Estadio Shea, jugaron contra los Yankees, y aunque fueron eliminados en Cinco Juegos eso no quiso decir que Los Metropolitanos no hubieran jugado bien ya que Los Yankees solo les superaron por 3 carreras más en la serie (23 Carreras impulsada por los Yankees y 20 por los Metropolitanos) en cinco juegos.
La ciudad de Nueva York era una feria en estos días de la primera Serie Mundial del Subway en los últimos 44 años. El tren cuatro contra el tren siete. El Grand Central Parkway frente al Major Deagan Expressway. Aquella de 1956, Yankees 4 Dodgers 3, había sido la décimo tercera Serie Mundial del Subway (Tren subterráneo o Metro), todas con los Yankees del Bronx, cinco frente a los Gigantes, ubicados en Manhattan y siete frente a los Dodgers, cuya casa estaba en Brooklyn. Es decir, ésta del primer año del nuevo milenio era la primera que involucraba a Queens, el Condado donde funcionan los Mets en su Shea Stadium. Era Nueva York el centro del universo del Béisbol.
Los Mets habían tenido que eliminar a los Gigantes de San Francisco en cuatro juegos y despachar en cinco juegos a los St. Louis Cardinals. Se enfrentarían al campeón de la Liga Americana, New York Yankees que habían eliminado primero a los Oakland Athletics en cinco juegos y después a los Seattle Mariners por el campeonato de la Liga Americana en siete juegos.
En el año 2001 y 2002 rápidamente se vio el "Crash" de los Mets ya que volvieron a comenzar a perder y aunque eran campeones de la Liga Nacional en el 2000 solo mostraron un récord de 82-80 y terminaron en tercer lugar detrás de los Filis Y Bravos(2001). Todo esto fue causa de malos cambios de jugadores y de no esforzarse lo suficiente. El 2002 y 2003 fueron temporadas trágicas para los mets, ya que solo impusieron récord de 75-86(2002) y todavía peor en 2003 con un récord de 66-95. No mostraron mucha mejora en el 2004, y no fue hasta el 2005 cuando Los Metros cambiaron de futuro. Al final de la temporada del 2004 se hicieron cambios para que el equipo mejorara y una de esas cosas fue reemplazar al gerente general con Omar Minaya (República Dominicana) y tomaron otros cambiando reemplazando a Art Howe con Willie Randolph. Minaya hizo cambios clave para el equipo trayendo jugadores con grandes historiales como  Carlos Beltrán, Pedro Martínez y tiempo después a Carlos Delgado. Los Metropolitanos mejoraron e impusieron un récord de 83-79 y .512(PCT de Ganados) después de tres años de fracaso total.
En el 2006 los Mets aún se reforzaron mejor con jugadores como Carlos Delgado, Pedro Martínez, Paul Lo Duca, David Wright, José Reyes y Carlos Beltrán. De la nada Los Metros volvieron a surgir y se hicieron con la competencia del 2006. Desde mediados de abril de 2006, Los Metropolitanos despegaron del vuelo y han conseguido el primer lugar en la Liga Nacional Este hasta entonces. A mitad de agosto tomaron el control de Las Ligas Mayores, pasándole a Detroit con el mejor récord en el béisbol estadounidense. El 18 de septiembre de 2006, los Metropolitanos fueron el primer equipo en clasificarse para los "Playoff" con un récord estelar de 90(G)-58(P). Terminaron la temporada regular como el mejor Equipo De La liga Nacional y empatados con los Yankees para el mejor récord de la liga con 97(G)-65(P).
Después de cuatro temporadas decepcionantes, tras la finalización de la campaña 2010, el gerente general Omar Minaya y el mánager Jerry Manuel fueron despedidos para provocar un cambio de rumbo en la franquicia de los Mets. Menos de un mes después, los Mets anunciaron la contratación de Sandy Alderson como nuevo gerente general y unas semanas después de Terry Collins como nuevo mánager.

## Uniforme

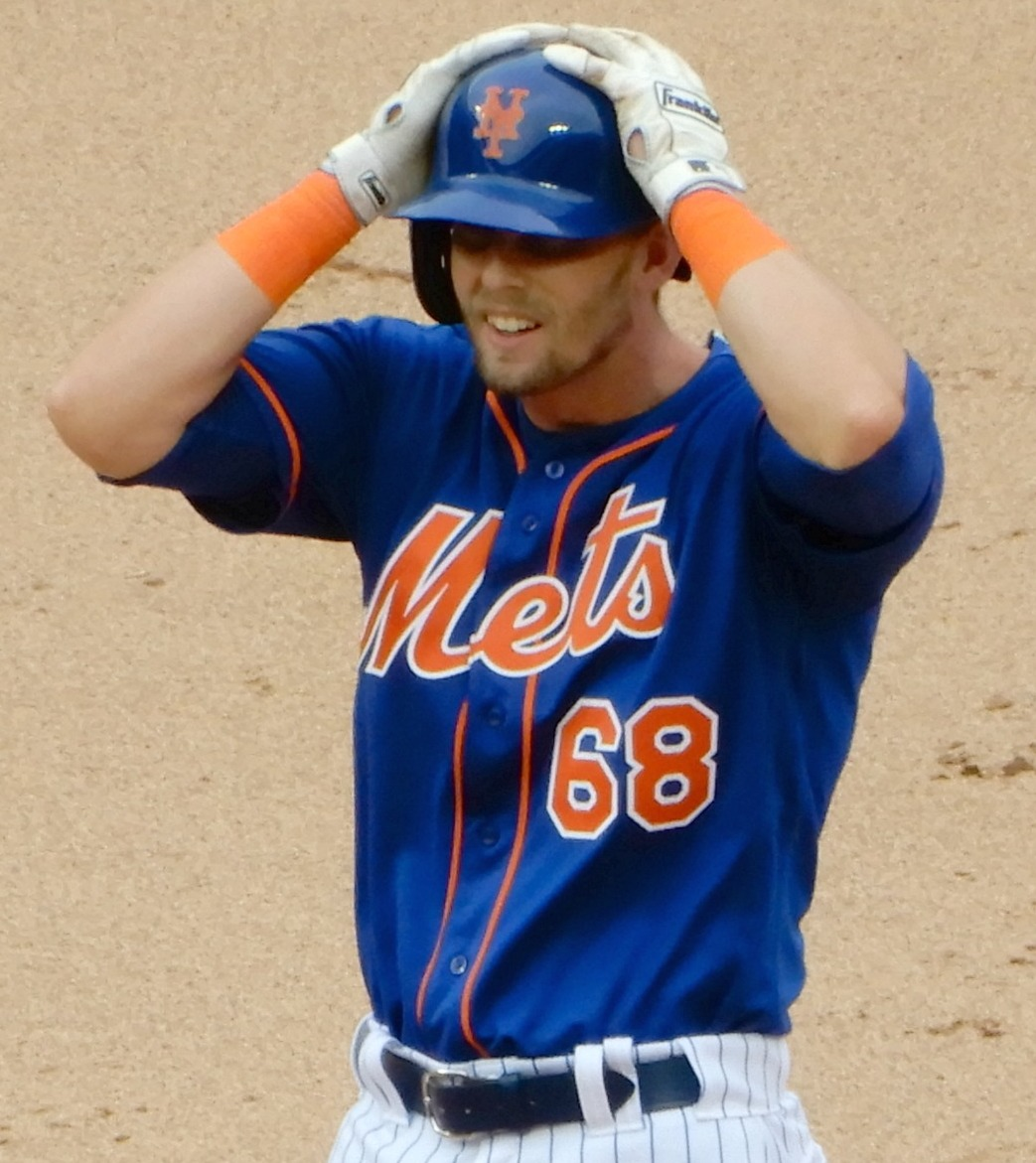
Camiseta principal de los Mets, con sus característicos colores azul y anaranjado.

Azul, naranja y blanco (el naranja conmemora los antiguos Gigantes de Nueva York, el azul conmemora los Dodgers de Brooklyn).

## Símbolos

### Logo

El logo representativo de los New York Mets.

Letras 'N' y 'Y' entremezcladas, sobre un fondo azul (el logo NY es idéntico al de los Gigantes de Nueva York, el fondo azul fue escogido porque era el color de los Brooklyn Dodgers). El logo fue diseñado por el historietista Ray Gatto. La forma de la insignia, cosida en naranja, representa una pelota de béisbol, y contiene un puente que representa la unión de los tres municipios (boroughs) de Nueva York. También corresponde a los colores de la bandera del Estado de Nueva York.

### Canciones
"Meet the Mets" (1961), por Bill Katz y Ruth Roberts, compuesta una temporada antes de que los Mets jugaran en las Ligas Mayores en su primera campaña en 1962.
Mascota: Mr. Met el cual apareció en 1963 cuando todavía jugaban en el Polo Grounds en el Noreste de New York. Es considerada la mascota como una persona, no es mascota estilizada como ahora se utiliza y además tiene su pareja Mrs. Met.

## Rivalidades

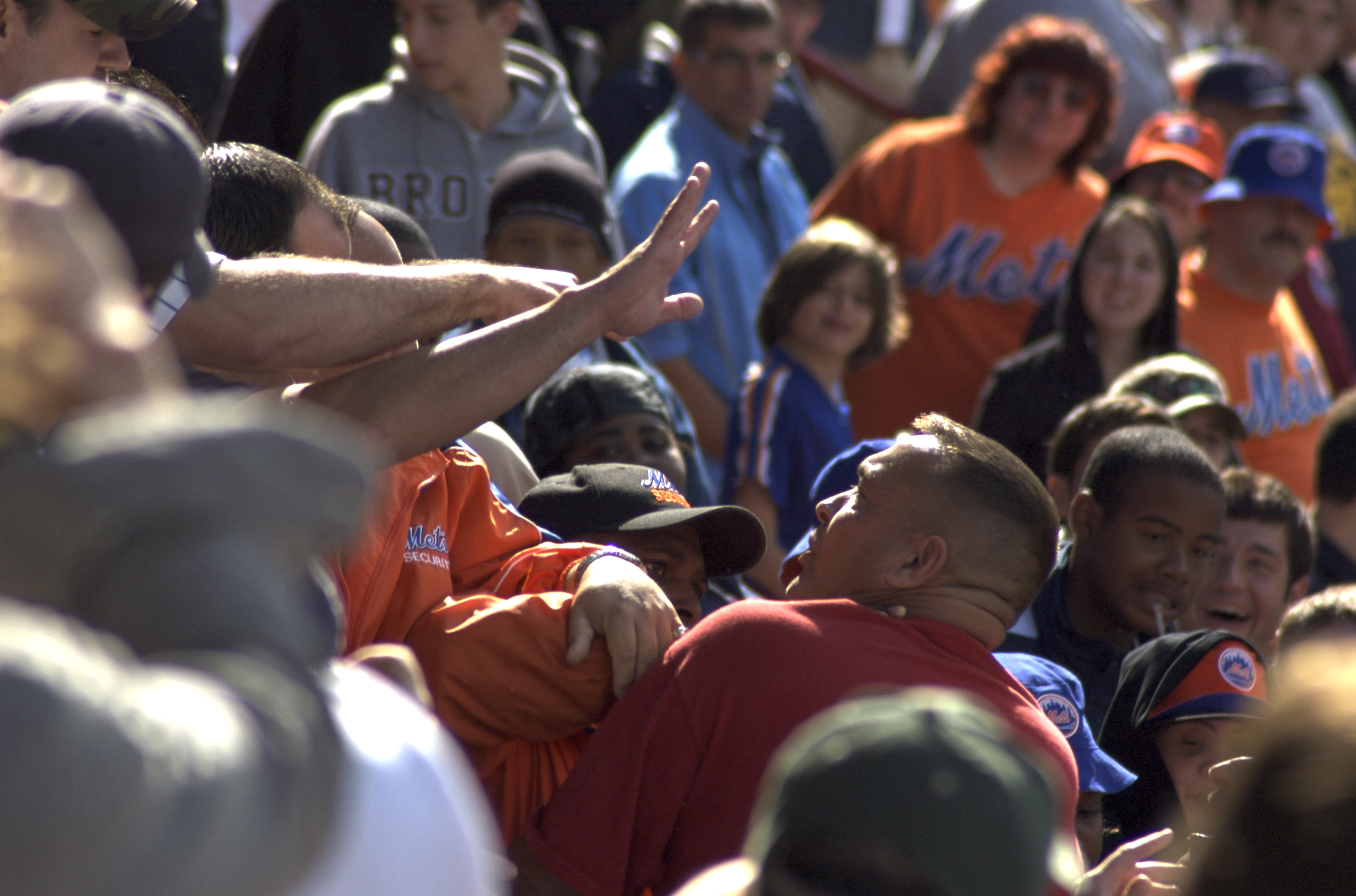
Fanáticos de los Filis pelean con fanáticos de los Mets y seguridad en el Shea Stadium

### Subway Series
La rivalidad entre los Mets y los Yankees resucitó en la última Serie del Subway, la competencia entre los dos equipos de la Ciudad de Nueva York, los New York Yankees de la Liga Americana y los New York Mets de la Liga Nacional. Hasta que se iniciaron los juegos interliga, estos equipos solo se veían las caras en juegos de exhibición. Pero desde la realización de juegos interligas entre estos dos equipos en la temporada regular a partir de 1997, y desde 1999, ellos se han enfrentado seis veces en cada temporada, jugando dos series de tres juegos, una serie en cada parque. Pero en la temporada del 2013, el número de juegos se redujo a cuatro, dos en cada parque, con ventaja de los Mets que han ganado seis de ocho juegos. Ambos han llegado a la postemporada en 1999, 2000 y 2006 y se han enfrentado únicamente en la Serie Mundial del 2000.

### Atlanta Braves
La rivalidad entre Braves y Mets, es una rivalidad entre equipos de la Liga Nacional División Este. Su primera confrontración mayor surgió cuando los Mets dejaron fuera a los Braves en 1969 en la Serie por el Campeonato de la Liga Nacional, en ruta a su primera Serie Mundial, siendo el primer playoffs ganado por un equipo de expansión (también el primer playoff en donde aparecía un equipo de expansión). Esta rivalidad no disminuyó y se hizo especialmente dura durante la década de 1990's cuando hubo reacomodo de los equipos en la división, poniendo a los Mets y a los Braves en la misma división. Los dos equipos se enfrentaron otra vez en la serie por el Campeonato de la Liga Nacional en 1999, y los Braves ganaron la serie por cuatro juegos a dos. Pero perderían la Serie Mundial al ser derrotado por los New York Yankees en 1999.

### Philadelphia Phillies
La rivalidad entre los Mets y Philadelphia Phillies del 2006 al 2008 ha sido una rivalidad "muy caliente" en la Liga Nacional. Los dos equipos son rivales divisionales dado que ambos están en la división del Este de la Liga Nacional, aunque se han enfrentado más recientemente durante los playoffs de la división y los juegos de Wild Card (comodín).
Desde la década de 1980, la rivalidad estuvo presente pero en bajo voltaje, hasta que en la temporada del 2006, ambos equipos tuvieron una buena temporada al mismo tiempo. Desde el 2006, ambos equipos han batallado por una posición en el playoff. Los Mets ganaron la división en 2006 y fueron contendientes en el 2007 y 2008, mientras que los Phillies fueron ganadores del título divisional por cinco años desde el 2007 al 2011. Los Phillies del 2007 fueron ganadores del Título Divisional cuando ganaron el último día de la temporada cuando los Mets perdieron una ventaja de siete juegos quedando por jugar 17 juegos teniendo un récord de 12 perdidos en 18 juegos perdidos con los Phillies, incluido la pérdida en casa de tres de los tres primeros de un remanente de 17, bajando su liderato de 7 juegos a 3.5

## Jugadores

### Miembros del Salón de la Fama del Béisbol
- Richie Ashburn (1962)
- Yogi Berra (jugador 1965, mánager 1972-1975)
- Gary Carter (1985-1989)
- Rickey Henderson
- Pedro Martínez
- Willie Mays (1972-1973)
- Eddie Murray (1992-1993)
- Nolan Ryan (1966, 1968-1971)
- Tom Seaver (1967-1977, 1983)
- Duke Snider (1963)
- Warren Spahn (1965)
- Casey Stengel (mánager 1962-1965)
- Edgardo Alfonso

### Números retirados
| Gil Hodges 1B Retirado 9 de junio de 1973 | Keith Hernandez Locutor Retirado 9 de julio de 2022 | Willie Mays CF Retirado 27 de agosto de 2022 | Mike Piazza C Retirado 30 de julio del 2016 | Jerry Koosman C Retirado 28 de agosto de 2021 | Casey Stenge Manager Retirado 2 de septiembre de 1965 | Tom Seaver P Retirado 24 de julio de 1988 | Jackie Robinson MLB Retirado 15 de abril de 1997 | William A. Shea Proponente Honorífico 8 de abril de 2008 | Ralph Kiner Locutor Honorífico 31 de marzo de 2014 |

## Palmarés
- Serie Mundial (2): 1969, 1986.
  - Subcampeón Serie Mundial (3): 1973, 2000, 2015.
- Banderines de la Liga Nacional (5): 1969, 1973, 1986, 2000, 2015.
- División Este NL (6): 1969, 1973, 1986, 1988, 2006, 2015.